# Ochropepla inaequalis
Ochropepla inaequalis är en insektsart som beskrevs av Fowler. Ochropepla inaequalis ingår i släktet Ochropepla och familjen hornstritar. Inga underarter finns listade i Catalogue of Life.